# Lukasz Swirk
Lukasz Swirk (polsky: Łukasz Świrk, * 10. srpna 1985 Wadowice) je bývalý polský reprezentant ve sportovním lezení. Vítěz světového poháru, mistr Polska a vítěz Polského poháru v lezení na rychlost.
V roce 2011 založil v regionu první lezecký klub Speed Rock Wadowice.

## Výkony a ocenění
- finalista VII. ročníku Mám talent

### Závodní výsledky
| Světový pohár (nahoře jsou poslední závody v roce) | Světový pohár (nahoře jsou poslední závody v roce) |
| Rok                                                | 2011                                               |
| -------------------------------------------------- | -------------------------------------------------- |
| Rychlost                                           | 1                                                  |
| jednotlivě (x/x/x)                                 |                                                    |